# Segling

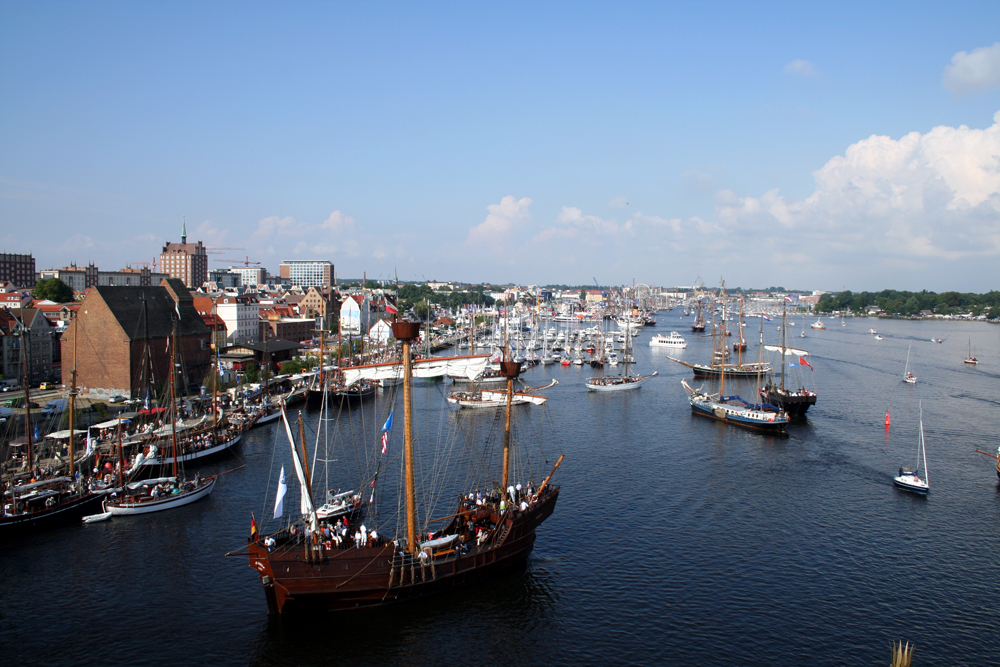
Hanse Sail, Rostock

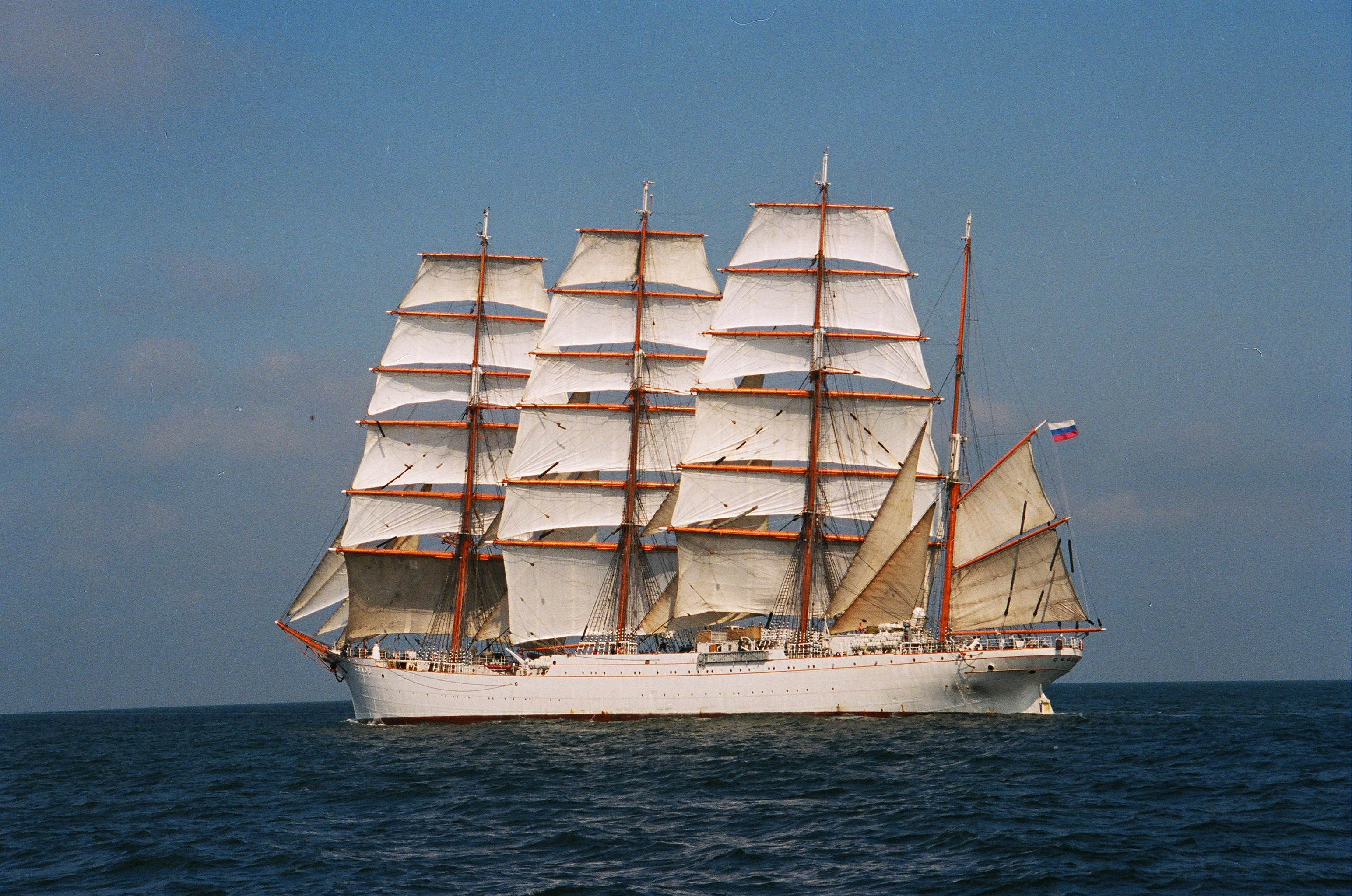
Segelfartyg: fyrmastade stålbarken Sedov, sjösatt 1921.

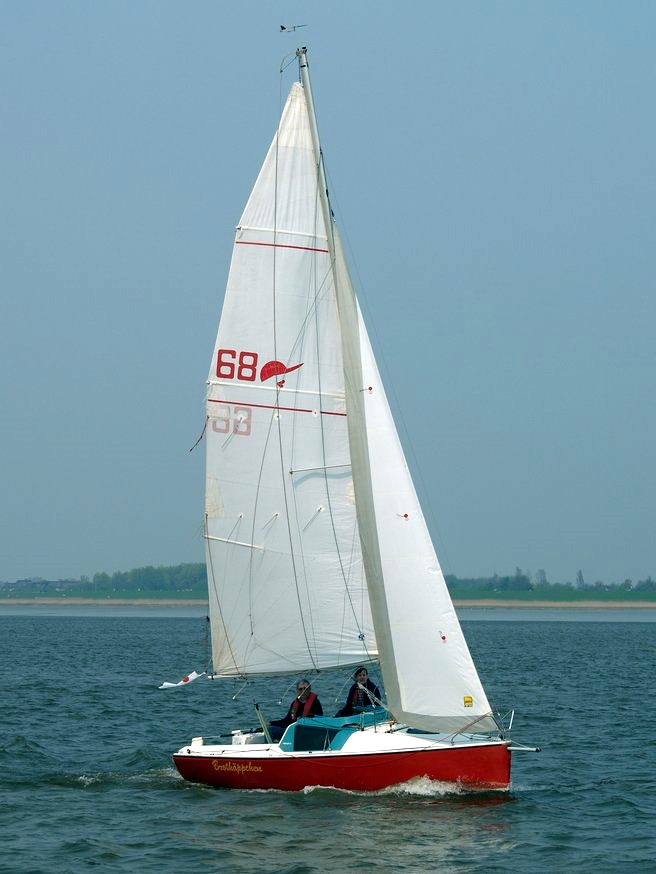
Dehler 18 "Rotkäppchen"

Segling är den gemensamma benämningen på olika sätt att genom vindens tryck framdriva en farkost eller 
färdas från en punkt till en annan. Segling till sjöss sker genom anbringande av ett segel i en mast på en segelbräda, en båt eller ett skepp och därmed med vindens kraft driva farkosten.
Man kan också segla på isbelagda sjöar och vattendrag med isjakter eller segla med skridskor med ett segel som uppbärs av en person. Även segling på skidor och andra varianter förekommer. Segelfarkosten drivs framåt genom aerodynamiska krafter som påverkar seglet: det bildas ett undertryck bakom seglet sett i vindens riktning. Seglet påverkar en farkosts flytt framåt, nästan oavsett vilket håll vinden kommer från, men för att vara effektivt bör det ställas i rätt vinkel och formas på rätt sätt genom olika trimanordningar. En tumregel är att seglet ska vara så löst skotat som möjligt, men det får inte fladdra.
Eftersom nästan alla fartyg drevs med segel fram till ångmaskinens genombrott under 1800-talet, används "segla" och "segling" för sjöfart i allmänhet, oberoende av drivkraft, såsom i "seglation" och "segla på Afrika".

## Segelsätt
Bog eller segelsätt anger hur en farkost styrs i förhållande till vinden. Beroende på hur vinden kommer talar man bland annat om slör, läns eller kryss. Det går också att segla för halv vind.
Bidevind/kryss - snett upp (ungefär 45 grader) mot vinden. Seglen är långt inskotade nära men inte vid mitten på båten.
Halvvind - segla med vinden in från sidan. Seglen är normalt lite utanför sidan av båten.
Slör - segla med vinden in snett akterifrån. Seglen är väl utanför sidan på båten. Förutom vanliga försegel som fock och genua finns gennaker och spinnaker som är särskilt gjorda för slör.
Läns - medvind, seglen är utsläppta nästan vinkelrätt. Spinnaker används ofta vid läns. Normalt seglar man inte med vinden rakt akterifrån (plattläns) eftersom det dels går fortare att slöra (trots att den seglade sträckan blir längre) och dels för att båten oftast blir svårare att kontrollera på läns, bland annat med risk för en överraskande gipp. 